# Abdoul Sacko
 (mai 2025).
Pour les articles homonymes, voir Sacko.
Abdoul Sacko, est un ingénieur, consultant et activiste de la société civile guinéenne.
Il est le Coordinateur national du forum des forces sociales de Guinée (FFSG).

## Activiste
Abdoul Sacko est ingénieur électrotechnicien, membre du groupe des jeunes ingénieurs pour la promotion des énergies renouvelables et la consommation rationnelle de l'énergie en Afrique. Consultant sur les questions de conflits et d’intégration des jeunes et femmes.
Le 11 mars 2023, il est arrêté à Dixinn avec Ismaël Diallo, coordinateur général adjoint du réseau COJELPAID,, avant d'être libéré dans la soirée au niveau de la direction centrale des investigations judiciaires de la gendarmerie nationale (DCIJ-GN) à Kaloum.
Le 19 février 2025 aux alentours de 4h du matin, des hommes cagoulés et en uniforme, non identifiés, font irruption à son domicile et le kidnappent. Il est retrouvé le lendemain à Forécariah, près du camp 66 dans la préfecture de Forécariah, torturé et laissé pour mort,.

## Demande de libération
Dès son kidnapping, plusieurs ONG et personnalités politiques, de la Guinée et à l'international, appellent à sa libération et l'ouverture d'une enquête.
Le 19 février 2025, l'ANAD, Alpha Condé, Sidya Touré, Lansana Kouyaté, Cellou Dalein Diallo demandent sa libération. L'ambassade des États-Unis en Guinée déclare être « profondément préoccupée par les rapports de témoins selon lesquels des individus masqués et armés […] ont enlevé de force Abdoul Sacko, ancien boursier de International Visitor Leadership Program (IVLP) du Département d'État américain sur la résolution des conflits » et demande « au gouvernement guinéen d'enquêter rapidement sur cet incident, d'identifier les responsables et de veiller à ce que les procédures régulières soient respectées »,.
Dans un communiqué, Human Rights Watch demande aux autorités guinéennes de veiller à ce qu'Abdoul Sacko ait accès à des soins médicaux appropriés et mener une enquête approfondie sur son enlèvement et les actes de torture qu’il a subis.
Les forces sociales déplorent le silence de l'État guinéen, qui n'a fait aucun communiqué sur son enlèvement. Sacko a été transféré le 11 avril 2025 à l’étranger pour des soins médicaux approfondis.